# Tooncafe
Tooncafe ist der Name, den die Illustratorin Regina Mischeff und der Zeichner Stefan Atzenhofer für ihre gemeinsamen Arbeiten gewählt haben. Die Zusammenarbeit begann bei der Computeranimations-Serie Stevie Stardust. Bekannt wurden sie durch den Trend-Comic Cora & Nessie, der in der Zeitschrift Mädchen veröffentlicht wurde. Im Herbst 2003 wurde auf der Frankfurter Buchmesse ihr erster Comic Cora & Nessie, Forever Friends! vorgestellt, der bei Egmont vgs erschienen ist. Comics von Tooncafe wurden in den Zeitschriften Mädchen, Lissy, Wendy und Horseland veröffentlicht. Seit 2014 erscheinen Comicgeschichten der beiden Künstler im Bibi-und-Tina-Magazin.

## Werke
- Fussballquiz für coole Kicker, Ravensburger
- Willst du es wissen? Ein Sach-Comic-Lese-Buch über Pferde, G&G, Wien
- Cora & Nessie, Totaaal Relaxed! Bd. 2, Egmont vgs/ECC
- TKKG 14, Gefährliche Ferien (Illustration der CD-Rom), Tivola
- Die Männer aus dem Moor, G&G, Wien
- Weg mit den Kilos! (Ratgeber), Egmont vgs
- Drei mörderische Tanten, G&G, Wien
- Die verschwundene Keksdose, G&G, Wien
- Cora & Nessie, Forever Friends! Bd. 1, Egmont vgs/ECC
- Spaß am Basketball, Tessloff Verlag
- M@usetot 2.0, Verlag Robert Richter
- Steffi, und das Vermächtnis von Tante Agathe, G&G, Wien
- Wie werde ich ein Berliner, Bostelmann & Siebenhaar
- Die ein böses Ende finden, Verlag Robert Richter
- Bayern kocht auf, Ars Vivendi
- Der Katzenklau, G&G, Wien
- Das Detektivtreffen, G&G, Wien
- Handbuch für Meisterdetektive, G&G, Wien